# Ember.js
Ember.js és un entorn de treball per a aplicacions web de codi obert i amb llicència MIT basat en el model MVVM (Model vista vista model). Ember.js permet de desenvolupar aplicacions web de pàgina única de forma escalable. Ember.js forma part del programari anomenat MEAN, juntament amb MongoDB, Express.js, Angular.js i Node.js.

## Components de l'entorn ember
Ember CLIEmber-cli tracta d'eines de configuració.
Ember DataEmber-data tracta de les dades dins l'entorn.
Ember InspectorEmber-inspector s'adreça a facilitar les eines de depuració.
FastbootEmber-fastboot permeten d'executar les aplicacions dintre l'entron Node.js
Liquid FireEmber-liquid fire dota d'animació a l'entron ember.